# Perseverancia de los santos
La Perseverancia de los santos es una enseñanza cristiana que afirma que una vez que una persona es verdaderamente "nacida de Dios" o "regenerada" por la morada del Espíritu Santo, continuará haciendo buenas obras y creyendo en Dios hasta el final de su vida.
A veces, esta posición se sostiene junto con las confesiones de fe cristianas reformadas en la doctrina calvinista tradicional , que sostiene que todos los hombres están "muertos en delitos y pecados", por lo que, aparte de ser resucitados de muerte espiritual a vida espiritual, nadie elige la salvación solo. 
Debe distinguirse del arminianismo , que enseña que todos los hombres están "muertos en delitos y pecados", y no podrían responder al evangelio si Dios no capacitara a los individuos para que lo hicieran por Su gracia previniente.
Los calvinistas sostienen que Dios seleccionó a ciertos individuos para la salvación antes de que comenzara el mundo, antes de atraerlos a la fe en él y en su hijo, Jesús . En apoyo de esto, mantienen la interpretación de Juan 6:44 como Jesús declarando la necesidad de que los hombres sean atraídos a él como fue ordenado por Dios antes de que crean en él, y que solo aquellos que Dios preordenó para creer en él se sienten atraídos por él. Los calvinistas también usan su interpretación de Efesios 1: 4 y Filipenses 1: 4 en los escritos del apóstol Pablo como indicación de que Dios escogió a los creyentes en Cristo antes de la creación del mundo, no basado en la fe prevista, sino en su decisión soberana de salvar a quien quisiera salvar.
La doctrina de la perseverancia de los santos es distinta de la doctrina de la seguridad , que describe cómo una persona puede estar segura primero de haber obtenido la salvación y una herencia en las promesas de la Biblia, incluida la vida eterna . La Confesión de Fe de Westminster cubre la perseverancia de los santos en el capítulo 17, y la seguridad de la gracia y la salvación en el capítulo 18. La perseverancia de los santos también es distinta de la doctrina de la seguridad eterna , la primera indica seguridad de santificación / condición, mientras que la segunda indica seguridad de la justificación / salvación (forense).

## Historia
El Padre de la Iglesia Agustín de Hipona enseñó que algunos de aquellos a quienes Dios elige salvar mediante la regeneración a través del bautismo en agua reciben, además del don de fe, un don de perseverancia ( "donum perseverantiae" ) que les permite seguir creyendo, y excluye la posibilidad de caer.  Desarrolló esta doctrina en De correptione et gratia ( c.  426–427 EC), explicando por qué algunos infantes regenerados perseveran en la fe y las buenas obras, mientras que otros se apartan de la fe.
La doctrina calvinista tradicional es uno de los cinco puntos del calvinismo que se definieron en el Sínodo de Dort durante la Controversia Quincuarticular con los Remonstrantes Arminianos , quienes objetaron el esquema predestinario general del Calvinismo. El arminianismo enseña que la salvación está condicionada por la fe, por lo tanto la perseverancia de los santos también está condicionada.
La doctrina calvinista tradicional de perseverancia se articula en los Cánones de Dort (capítulo 5),La Confesión de Fe de Westminster  (capítulo XVII), la Confesión Bautista de Fe de 1689 (capítulo 17), y también se puede encontrar en otras Confesiones Reformadas. Sin embargo, la doctrina se menciona con mayor frecuencia en conexión con otros esquemas salvíficos y no es un enfoque principal de la teología sistemática reformada . Sin embargo, muchos lo ven como la consecuencia necesaria del calvinismo y de la confianza en las promesas de Dios.
El calvinismo tradicional expresó su oposición al cristianismo carnal y la doctrina calvinista no tradicional en la reciente controversia sobre la salvación del señorío .

## Doctrina reformada
La tradición reformada siempre ha visto la doctrina de la perseverancia como una consecuencia natural de la predestinación . Según los calvinistas, dado que Dios ha atraído a los elegidos a la fe en Cristo al regenerar sus corazones y convencerlos de sus pecados, y así salvar sus almas por su propia obra y poder, naturalmente se sigue que serán guardados por el mismo poder para el fin. Dado que Dios ha satisfecho los pecados de los elegidos, ya no pueden ser condenados por ellos y, con la ayuda del Espíritu Santo , deben necesariamente perseverar como cristianos y al final ser salvos. Los calvinistas creen que esto es lo que Pedro está enseñando en 1 Pedro 1: 5cuando dice que los verdaderos creyentes son "guardados por el poder de Dios mediante la fe para salvación". Fuera de las denominaciones calvinistas, esta doctrina se considera errónea.
Los calvinistas también creen que todos los que nacen de nuevo y son justificados ante Dios necesariamente e inexorablemente proceden a la santificación . Algunos consideran que no proceder a la santificación es una prueba de que, para empezar, la persona en cuestión nunca fue verdaderamente salva.  Los defensores de esta doctrina distinguen entre una acción y las consecuencias de una acción, y sugieren que después de que Dios ha regenerado a alguien, la voluntad de la persona ha cambiado, que "las cosas viejas pasan" y "todas son hechas nuevas", como está escrito en la Biblia, y como consecuencia perseverará en la fe.

La Confesión de Fe de Westminster definió la perseverancia de la siguiente manera:
Aquellos a quienes Dios ha aceptado en Su Amado, eficazmente llamados y santificados por su Espíritu, no pueden caer total ni definitivamente del estado de gracia; pero ciertamente perseverará en él hasta el fin, y será eternamente salvo. ─  Confesión de Fe de Westminster (cap. 17, sec. 1).
Esta definición no niega la posibilidad de fallas en la experiencia cristiana de uno, porque la Confesión también dice:
No obstante, [los creyentes] pueden, a través de las tentaciones de Satanás y del mundo, la prevalencia de la corrupción que permanece en ellos y el descuido de los medios para su preservación, caer en pecados graves; y por un tiempo continuar en él; por lo cual incurren en el disgusto de Dios y entristecen su Espíritu Santo: llegan a ser privados de alguna medida de sus gracias y consuelos; que se endurezca su corazón y se hiera la conciencia; herir y escandalizar a otros, y traer juicios temporales sobre sí mismos (sec. 3). 
El teólogo Charles Hodge resume la idea central de la doctrina calvinista:
La perseverancia ... se debe al propósito de Dios [al salvar a los hombres y de ese modo traer gloria a su nombre], a la obra de Cristo [al cancelar la deuda de los hombres y ganar su justicia ], a la morada del Espíritu Santo [al sellar a los hombres en salvación y guiarlos por los caminos de Dios], ya la fuente primordial de todo, el amor infinito, misterioso e inmutable de Dios.
En un nivel práctico, los calvinistas no pretenden saber quién es elegido y quién no, y la única guía que tienen es el testimonio verbal y las buenas obras (o "frutos") de cada individuo. Para empezar, se supone que cualquiera que "se aparta" no se haya convertido verdaderamente, aunque los calvinistas no pretenden saber con certeza quién perseveró y quién no.
Esencialmente, la doctrina reformada cree que el mismo Dios cuyo poder justificó al creyente cristiano también está obrando en la santificación continua de ese creyente. Como dice Filipenses 2:13 , "Dios es quien obra en ustedes, tanto para querer como para obrar para su beneplácito"; así, todos los que verdaderamente nacen de nuevo son guardados por Dios el Padre para Jesucristo, y no pueden caer total ni definitivamente del estado de gracia, sino que perseverarán en su fe hasta el fin y serán salvos eternamente. Si bien los teólogos reformados reconocen que los verdaderos creyentes a veces caerán en el pecado, sostienen que un verdadero creyente en Jesucristo no puede abandonar la propia fe personal al dominio del pecado, basando su entendimiento en pasajes bíblicos clave como las palabras de Cristo ". y "El que persevere hasta el fin, será salvo".  De manera similar, un pasaje en 1 Juan dice: "Así es como sabemos quiénes son los hijos de Dios y quiénes son los hijos del diablo: el que no hace lo correcto no es hijo de Dios. . "  La persona que verdaderamente ha sido hecha justa en Jesucristo no simplemente tuvo fe en algún momento de la vida, sino que continúa viviendo en esa fe ( ). Este punto de vista comprende que la seguridad de los creyentes es inseparable de su perseverancia en la fe.

## Doctrina de la gracia libre
La Gracia Libre doctrina calvinista o no tradicionales ha sido expuesta por Charles Stanley , Norman Geisler , Zane C. Hodges , Bill Bright , y otros. Este punto de vista, al igual que el punto de vista calvinista tradicional, enfatiza que las personas se salvan puramente por un acto de gracia divina que no depende en absoluto de las acciones del individuo, y por esa razón (al contrario del calvinismo) insiste en que nada que la persona pueda puede afectar su salvación. En el punto de vista de la Gracia Libre, los santos pueden apartarse (dejar de perseverar) tanto en conducta como en fe, pero permanecer eternamente seguros .

### Crítica evangélica
Tanto el calvinismo tradicional como el arminianismo tradicional rechazan la teología de la libre gracia.  El primero cree que la Gracia Libre es una forma distorsionada de calvinismo que mantiene la permanencia de la salvación (o propiamente hablando, la justificación) mientras divorcia radicalmente la obra en curso de santificación de esa justificación. La teología reformada ha afirmado uniformemente que "ningún hombre es cristiano si no siente un amor especial por la justicia" ( Institutos ),  y, por lo tanto, ve la teología de la gracia libre, que permite el concepto de un "cristiano carnal" o incluso un "Cristiano incrédulo", como una forma de antinomianismo radical. El arminianismo, que siempre ha creído que los verdaderos creyentes pueden entregarse completamente al pecado, también ha rechazado el punto de vista de la gracia libre por la razón opuesta del calvinismo: a saber, que el punto de vista niega la doctrina arminiana clásica de que los verdaderos cristianos pueden perder su salvación al denunciar su fe.
La teología de la gracia libre mantiene el término medio de la permanencia de la salvación que se ve en el calvinismo con la creencia mantenida de que un creyente aún puede renunciar a su fe, eligiendo vivir una vida de incredulidad. Tanto los calvinistas como los arminianos apelan a pasajes bíblicos como 1 Cor. 15: 2 ("Por este evangelio eres salvo, si te aferras firmemente a la palabra que te he predicado. De lo contrario, habrás creído en vano"), Hebreos 3:14 ("Hemos venido a participar en Cristo si mantenemos firmemente hasta el final la confianza que teníamos al principio "), Santiago 2: 21-22 (" la fe sin obras es muerta "), y 2 Tim. 2:12 ("Si perseveramos, también reinaremos con él. Si le negamos, él también nos negará").

## Evidencia bíblica
Además de encajar perfectamente en la soteriología calvinista predominante , los defensores de la gracia reformada y libre encuentran apoyo específico para la doctrina en varios pasajes de la Biblia:
- 1 Pedro 1:23 : "Habiendo nacido de nuevo, no de semilla corruptible, sino de incorruptible, por la palabra de Dios, que vive y permanece para siempre".
- Juan 5:24 : "De cierto, de cierto os digo, que el que oye mi palabra y cree al que me envió, tiene vida eterna. No viene a juicio, sino que ha pasado de muerte a vida".
- Juan 6: 35-37 : Jesús les dijo: "Yo soy el pan de vida; el que a mí viene, no tendrá hambre, y el que en mí cree, no tendrá sed jamás. Pero yo les dije que me han visto y todavía hacen No creas. Todo lo que el Padre me da, vendrá a mí, y al que a mí viene, no le echo fuera ".
- Juan 10: 27-29 : "Mis ovejas oyen mi voz, y yo las conozco, y ellas me siguen. Yo les doy vida eterna, y nunca perecerán, y nadie las arrebatará de mi mano. Padre mío, Quien me las dio, es mayor que todos, y nadie las puede arrebatar de la mano del Padre ".
- Romanos 5: 9 : Ya que, por tanto, ahora hemos sido justificados por su sangre, mucho más seremos salvados por él de la ira de Dios.
- Romanos 8: 1 : Por tanto, ahora no hay condenación para los que están en Cristo Jesús.
- Romanos 8:35 : ¿Quién nos separará del amor de Cristo? ¿Habrá tribulación, angustia, persecución, hambre, desnudez, peligro o espada?
- Romanos 8: 38-39 : Porque estoy seguro de que ni la muerte ni la vida, ni los ángeles ni los gobernantes, ni lo presente ni lo por venir, ni los poderes, ni lo alto ni lo profundo, ni ninguna otra cosa en toda la creación, podrá separar nosotros por el amor de Dios en Cristo Jesús Señor nuestro.
- Romanos 11:29 : Porque los dones y la vocación de Dios son irrevocables.
- Hebreos 3:14 : Porque hemos venido a participar en Cristo, si es que en verdad mantenemos firme nuestra confianza original hasta el fin.
- 1 Juan 2:19 : Salieron de nosotros, pero no eran de nosotros; porque si hubieran sido de nosotros, habrían continuado con nosotros. Pero salieron para que quedara claro que no todos son de nosotros.
- 1 Corintios 15:10 : Pero por la gracia de Dios soy lo que soy, y su gracia para conmigo no fue en vano. Al contrario, trabajé más duro que cualquiera de ellos, aunque no era yo, sino la gracia de Dios que está conmigo.
- 2 Corintios 5:19 : ... es decir, en Cristo Dios reconciliaba consigo al mundo, sin contar sus ofensas contra ellos, y confiándonos el mensaje de reconciliación.
- Efesios 2: 4-6 : Pero Dios, siendo rico en misericordia, por el gran amor con que nos amó, aun cuando estábamos muertos en nuestras ofensas, nos dio vida juntamente con Cristo - por gracia habéis sido salvados - y nos resucitó con él y nos sentó con él en los lugares celestiales en Cristo Jesús ...
- Efesios 4:30 : Y no contristéis al Espíritu Santo de Dios, con quien fuisteis sellados para el día de la redención.
- Filipenses 1: 6 : Y estoy seguro de esto, que el que comenzó en vosotros una buena obra, la completará en el día de Jesucristo.
- 2 Timoteo 1:12 : ... por eso sufro como sufro. Pero no me avergüenzo, porque sé a quién he creído, y estoy convencido de que él podrá guardar hasta ese día lo que me ha sido confiado.
- 2 Timoteo 2:13 : ... si somos infieles, él permanece fiel, porque no puede negarse a sí mismo.
- Hebreos 13: 20-21 : Ahora, el Dios de paz, que resucitó de entre los muertos a nuestro Señor Jesús, el gran pastor de las ovejas, por la sangre del pacto eterno, los equipe con todo lo bueno para que hagan su voluntad, obrando en nosotros lo que agrada a sus ojos, por Jesucristo, al cual sea la gloria por los siglos de los siglos. Amén.
- 1 Juan 3: 9 : Nadie nacido de Dios practica el pecado, porque la simiente de Dios permanece en él, y no puede seguir pecando porque ha nacido de Dios.
- 1 Juan 5: 4-5 : Porque todo aquel que ha nacido de Dios vence al mundo. Y esta es la victoria que ha vencido al mundo: nuestra fe. ¿Quién vence al mundo sino el que cree que Jesús es el Hijo de Dios?
- Efesios 1: 13-14 : En él también ustedes, cuando oyeron la palabra de verdad, el evangelio de su salvación, y creyeron en él, fueron sellados con el Espíritu Santo prometido, que es la garantía de nuestra herencia hasta que adquiera posesión. de ella, para alabanza de su gloria.
- Juan 17: 2,12 : "... puesto que le diste potestad sobre toda carne, para dar vida eterna a todos los que le diste". (12) "Mientras estaba con ellos, los guardaba en tu nombre, que me diste. Los he guardado, y ninguno de ellos se ha perdido, sino el hijo de la perdición, para que se cumpliera la Escritura".
- 1 Corintios 1: 6-8 : ... así como el testimonio de Cristo fue confirmado entre ustedes, para que no les falte ningún don espiritual, mientras esperan la revelación de nuestro Señor Jesucristo, quien los sostendrá para el fin, sin culpa en el día de nuestro Señor Jesucristo.
- 1 Tesalonicenses 5: 23-24 : Ahora que el mismo Dios de paz os santifique por completo, y que todo vuestro espíritu, alma y cuerpo se conserven sin culpa en la venida de nuestro Señor Jesucristo. Fiel es el que os llama; seguramente lo hará.
- 2 Tesalonicenses 3: 3 : Pero el Señor es fiel. Él te establecerá y te protegerá del maligno.
- Hebreos 9:12 : ... entró una vez para siempre en el santuario, no por medio de sangre de machos cabríos y de becerros, sino por medio de su propia sangre, obteniendo así una redención eterna.
- 1 Pedro 1: 3-5 : ¡Bendito sea el Dios y Padre de nuestro Señor Jesucristo! Según su gran misericordia, nos ha hecho nacer de nuevo a una esperanza viva mediante la resurrección de Jesucristo de entre los muertos, a una herencia imperecedera, incontaminada e inmarcesible, guardada en el cielo para ti, que por el poder de Dios están siendo guardados por la fe para una salvación lista para ser revelada en el último tiempo.
- 1 Juan 5: 11-13 : Y este es el testimonio, que Dios nos dio la vida eterna, y esta vida está en su Hijo. El que tiene al Hijo, tiene la vida; el que no tiene al Hijo de Dios no tiene la vida. Les escribo estas cosas a los que creen en el nombre del Hijo de Dios, para que sepan que tienen vida eterna.
- Hebreos 6: 17-19 : Así que cuando Dios quiso mostrar más convincentemente a los herederos de la promesa el carácter inmutable de su propósito, lo garantizó con un juramento, de modo que por dos cosas inmutables, en las que es imposible que Dios Miente, los que hemos huido en busca de refugio podríamos tener un fuerte estímulo para aferrarnos a la esperanza que tenemos ante nosotros. Tenemos esto como un ancla segura y firme del alma, una esperanza que entra en el lugar interior detrás de la cortina ...
- Jeremías 32: 39-40 : Les daré un solo corazón y un solo camino, para que me teman para siempre, por su propio bien y por el bien de sus hijos después de ellos. Haré con ellos un pacto eterno, de que no dejaré de hacerles bien. Y pondré el temor de mí en sus corazones, para que no se aparten de mí.
- Salmos 121
- Isaías 46: 3-4 : Escúchame, casa de Jacob, todo el resto de la casa de Israel, que nacieron de mí desde antes de tu nacimiento, llevados desde el vientre; hasta tu vejez yo soy, y hasta las canas te llevaré. Yo hice y soportaré; Llevaré y salvaré.
- Romanos 9: 6-8 : Pero no es que la palabra de Dios haya fallado. Porque no todos los que son descendientes de Israel pertenecen a Israel, y no todos son hijos de Abraham porque son su descendencia, sino que "por Isaac se nombrará tu descendencia". Esto significa que no son los hijos de la carne los hijos de Dios, sino que los hijos de la promesa se cuentan como descendencia.
- Salmos 20: 6 : Ahora sé que Jehová salva a su ungido; él le responderá desde su santo cielo con la fuerza salvadora de su diestra.
- Salmos 31:23 : Amen al SEÑOR, todos sus santos. El SEÑOR preserva a los fieles, pero paga con abundancia al que actúa con orgullo.
- Salmos 37:28 : Porque el SEÑOR ama la justicia; no abandonará a sus santos. Se preservan para siempre, pero los hijos de los impíos serán exterminados.
- Salmos 55:22 : Echa tu carga sobre el SEÑOR, y él te sostendrá; nunca permitirá que los justos sean conmovidos.
- Salmos 125: 1-2 : Los que confían en el Señor serán como el monte de Sion, inamovible, sino que permanece para siempre. Como los montes rodean a Jerusalén, así el Señor rodea a su pueblo desde ahora y para siempre.

### Contraevidencia

#### Interpretaciones calvinistas
Algunos calvinistas admiten que su interpretación no está exenta de dificultades. Una consecuencia aparente es que no todos los que "han participado en el Espíritu Santo"  son necesariamente regenerados. Esta es una consecuencia que los calvinistas están dispuestos a aceptar, ya que la Biblia también dice que el rey Saúl tenía el "Espíritu de Dios" en algún sentido e incluso lo profetizó ,  pero no era un seguidor de Dios. Juan Calvino dice,
Dios en verdad no favorece a nadie más que a los elegidos solo con el Espíritu de regeneración, y que por esto se distinguen de los réprobos ... Pero no puedo admitir que todo esto sea una razón por la que no debería conceder a los réprobos también algún gusto de su gracia, por qué no debe irradiar sus mentes con algunas chispas de su luz, por qué no debe darles alguna percepción de su bondad, y de alguna manera grabar su palabra en sus corazones.
Algunos desafían la doctrina calvinista basados en su interpretación de las amonestaciones en la Epístola a los hebreos , incluyendo varios pasajes en el Libro de Hebreos ,  pero especialmente Hebreos 6: 4-12 y Heb 10: 26-39 .  El pasaje anterior dice de aquellos "que una vez fueron iluminados, que gustaron el don celestial, y participaron del Espíritu Santo, y gustaron la bondad de la palabra de Dios y los poderes del siglo venidero " que, cuando "se apartan", no pueden ser "restaurados al arrepentimiento".  El último pasaje dice que si uno continúa en el pecado, "ningún sacrificio por los pecados" queda para esa persona sino " El autor de Hebreos predice un grave castigo para quien "ha pisoteado al Hijo de Dios, quien ha tratado como cosa impía la sangre del pacto que lo santificó, y quien ha insultado al Espíritu de Dios". gracia." 
El debate sobre estos pasajes se centra en la identidad de las personas en cuestión. Mientras que los opositores a la perseverancia identifican a las personas como creyentes cristianos, los calvinistas sugieren varias otras opciones:
- Estos pasajes no son lo suficientemente claros para describir a una persona regenerada (o "verdadero cristiano") y, por lo tanto, no describen la situación de un verdadero creyente. En cambio, las personas en cuestión bien pueden haber sido parte de la comunidad de la iglesia y tener las ventajas concomitantes con esa membresía (citando los beneficios de ser miembro de la comunidad del pacto en el Antiguo Testamento mencionado en Romanos 3: 1-4 y 9: 4-5 ) sin ser verdaderamente "salvo", como sucedió con el rey Saúl. En un esfuerzo por corroborar esta interpretación, también citan pasajes como 1 Juan 2:19.: "Salieron de nosotros, pero no eran de nosotros; porque si hubieran sido de nosotros, habrían continuado con nosotros. Pero salieron, para que quede claro que no todos son de nosotros". Sin embargo, esta interpretación también tiene dificultad con el versículo 6 que dice que es imposible "si se apartaran, renovarlos de nuevo para arrepentimiento".[17]
- Estos pasajes pueden referirse a una persona regenerada, pero lo que se describe no es una pérdida de la salvación (porque creen que otros pasajes de las Escrituras dicen que esto es imposible), sino una pérdida de recompensas eternas (o milenarias ).
- El autor está empleando una hipérbole para lograr un cambio positivo en el comportamiento de su audiencia, posiblemente refiriéndose a los cristianos que abandonan el compañerismo en Hebreos 10:25 .
- Los pasajes se refieren a judíos cristianos que estaban volviendo al judaísmo .
- Los pasajes se refieren al rechazo de la comunidad del pacto como un todo, no a los creyentes individuales (Verbrugge).

#### Pasajes presentados contra la doctrina calvinista
Algunos otros pasajes presentados contra la doctrina calvinista incluyen:
- Mateo 10:22 : pero el que persevere hasta el fin, se salvará.
- Romanos 11:22 : Note entonces la bondad y la severidad de Dios: severidad para con los que han caído, pero bondad de Dios para con usted, siempre que continúe en su bondad. De lo contrario, usted también será cortado.
- 1 Corintios 9: 25-27 : Todo atleta ejerce dominio propio en todas las cosas. Lo hacen para recibir una corona perecedera, pero nosotros una imperecedera. Así que no corro sin rumbo fijo; No boxeo como quien golpea el aire. Pero disciplino mi cuerpo y lo mantengo bajo control, no sea que después de predicar a otros, yo mismo sea descalificado.
- 1 Corintios 10:12 : Por lo tanto, quien crea que está seguro debe tener cuidado de no caer.
- Gálatas 5: 4 : Estás separado de Cristo, tú que quieres ser justificado por la ley; te has apartado de la gracia.
- 2 Pedro 2:20 : Porque si, después de haber escapado de las impurezas del mundo mediante el conocimiento de nuestro Señor y Salvador Jesucristo, se enredan de nuevo en ellas y son vencidos, el último estado se ha vuelto peor para ellos que el primero.
- Colosenses 1: 21-23 : Y a ustedes, que en otro tiempo estaban alienados y hostiles de mente, haciendo malas obras, ahora él ha reconciliado en su cuerpo de carne por su muerte, para presentarlos santos, irreprensibles y irreprochables ante él, si en verdad continúas en la fe, estable y firme, sin apartarte de la esperanza del evangelio que has oído, que ha sido proclamado en toda la creación debajo del cielo, y del cual yo, Pablo, me convertí en ministro.
- Hebreos KJV : Mirad, hermanos, no sea que haya en alguno de vosotros un corazón maligno de incredulidad, al apartarse del Dios viviente. Porque somos hechos partícipes de Cristo, si mantenemos firme el principio de nuestra confianza hasta el fin.
- Apocalipsis 3: 2-5 : "Despierta, y fortalece lo que queda y está a punto de morir, porque no he hallado tus obras completas ante los ojos de mi Dios. Recuerda, entonces, lo que recibiste y oíste. Guárdalo, y arrepiéntete. Si no te despiertas, vendré como un ladrón, y no sabrás a qué hora vendré contra ti. Sin embargo, todavía tienes algunos nombres en Sardis, personas que no se han ensuciado la ropa, y Caminará conmigo de blanco, porque son dignos. El vencedor será vestido así con ropas blancas, y nunca borraré su nombre del libro de la vida. Confesaré su nombre ante mi Padre y ante sus ángeles. . "

En general, los defensores de la doctrina de la perseverancia interpretan esos pasajes, que instan a la comunidad de la iglesia a perseverar en la fe, pero parecen indicar que algunos miembros de la comunidad podrían apartarse, como estímulo para perseverar en lugar de advertencias divinas. Es decir, ven a los profetas y apóstoles como escribiendo "desde la perspectiva humana", en la que los miembros de los elegidos son incognoscibles y todos deben "obrar [su] propia salvación"  y "hacer [su] ] llamado y elección seguro ", en lugar de "desde la perspectiva divina", en la que son bien conocidos los que perseverarán, según el calvinismo. La principal objeción a este enfoque calvinista es que igualmente podría decirse que estos pasajes difíciles tienen la intención de ser advertencias divinas para los creyentes que no perseveran, en lugar de una revelación de la gracia perpetua de Dios hacia los creyentes.

#### Interpretaciones de Hebreos 6: 4-6
Algunos dicen que Hebreos 6: 4-6 es uno de los pasajes más difíciles de interpretar de la Biblia, y puede presentar la mayor dificultad para los defensores de la seguridad eterna del creyente. Algunos entienden que el pasaje significa que "apartarse" de un compromiso activo con Cristo puede hacer que uno pierda su salvación, después de haber alcanzado la salvación, ya sea de acuerdo con la teología reformada o de la gracia gratuita. Sin embargo, numerosos eruditos bíblicos conservadores no creen que el pasaje se refiera a un cristiano que pierde la salvación genuinamente alcanzada.
Porque es imposible, en el caso de aquellos que alguna vez fueron iluminados, que gustaron el don celestial, y participaron del Espíritu Santo, y probaron la bondad de la palabra de Dios y los poderes del siglo venidero, y luego se han apartado, para restaurarlos nuevamente al arrepentimiento, ya que están crucificando una vez más al Hijo de Dios para su propio daño y lo tienen en ridículo. Porque la tierra que ha bebido la lluvia que a menudo cae sobre ella y produce una cosecha útil para aquellos por cuya causa se cultiva, recibe una bendición de Dios. Pero si tiene espinos y cardos, no vale nada y está a punto de ser maldecido, y su fin será quemado.  
- Una interpretación sostiene que este pasaje no está escrito sobre cristianos sino sobre incrédulos que están convencidos de las verdades básicas del evangelio pero que no han puesto su fe en Jesucristo como Salvador. Están intelectualmente persuadidos pero espiritualmente no comprometidos. La frase "una vez iluminado"  puede referirse a algún nivel de instrucción en la verdad bíblica. "... he probado la buena palabra de Dios y los poderes del siglo venidero, y luego se han apartado ..." podría ser una referencia a aquellos que han probado la verdad acerca de Jesús pero, no habiendo llegado hasta la fe, caen lejos incluso de la revelación que se les ha dado. El gusto de la verdad no es suficiente para evitar que se aparten de ella. Deben llegar hasta Cristo en completo arrepentimiento y fe.
- Una segunda interpretación sostiene que este pasaje está escrito sobre cristianos, y que las frases "participantes del Espíritu Santo", "iluminado" y "gustado del don celestial" son todas descripciones de los verdaderos creyentes. Algunos toman algunos pasajes, incluyendo Hebreos 6: 4-6 y 10: 23-31 , para sugerir que una persona 'salva' puede perder su salvación. Otros los ven como advertencias severas que no incluyen la pérdida de la salvación, pero en muchos casos un juicio ardiente para aquellos que nunca fueron salvos y que solo juegan con el cristianismo.
- Una tercera interpretación sostiene que Hebreos 6: 4-8 describe solo a aquellos que temporalmente retroceden en su fe, y no aborda el tema de la pérdida de la salvación. Esta interpretación está bien presentada en un bosquejo exegético del libro de Hebreos que se encuentra en el sitio web de Ariel Ministries, una organización judía mesiánica fundada por Arnold Fruchtenbaum en 1971. Algunos defensores de esta posición afirman que el pasaje dice que aquellos que experimentan los cinco Los privilegios espirituales mencionados en los versículos 4 y 5 no pueden perder su salvación y luego ser salvados nuevamente más tarde.(es decir, ser "restaurar [d] ... otra vez al arrepentimiento") porque eso requeriría un reclutamiento de Cristo (v. 6), haciendo así ineficaz su muerte propiciatoria inicial, poniéndolo en vergüenza abierta. Esta posición sostiene que la palabra griega usada para "arrepentimiento" en el versículo 6 se refiere a "arrepentimiento de salvación" en lugar de "arrepentimiento para restaurar la comunión". Los partidarios de esta interpretación también citan el contexto general de los capítulos 5 y 6 como evidencia de su posición: el capítulo 5 concluye con una reprimenda a los destinatarios de la epístola por perder el tiempo, holgazaneando en la infancia espiritual, mientras que el capítulo 6 comienza con una exhortación a no seguir perdiendo el tiempo como niños espirituales, pero "avanzar hacia la madurez".
- El teólogo bíblico David DeSilva escribe que "Muchos intérpretes se ven impulsados a tratar este pasaje como un 'pasaje problemático' o como un punto crucial para una convicción teológica o ideológica específica".  DeSilva está de acuerdo en que el pasaje no puede referirse a personas "salvas" ya que el autor de Hebreos ve la salvación como la liberación y recompensa que espera a los fieles en el regreso de Cristo. Aquellos que han confiado en la promesa de Dios y en la mediación de Jesús son "los que están a punto de heredar la salvación" que llega en la segunda venida de Cristo.  Él argumenta que el pasaje se refiere a los incrédulos que han recibido los dones de Dios y se han beneficiado de ellos. La gracia de Dios ,
- El teólogo bíblico BJ Oropeza sugiere que quienes leyeron y escucharon esta carta habían experimentado persecuciones en el pasado, y el autor de Hebreos reconoce que algunos miembros de la iglesia se habían convertido en apóstatas. Los diversos términos en Hebreos 6: 1–6 son para enfatizar que estos ex apóstatas habían experimentado la conversión-iniciación; no hay lugar en el Nuevo Testamento, por ejemplo, donde los incrédulos o los cristianos falsos compartan explícitamente en el Espíritu Santo como lo hicieron estos miembros anteriores. El autor de Hebreos enfatiza retóricamente que a pesar de todos estos beneficios y experiencias que confirmaron su conversión, ellos se apartaron; y ahora advierte a los oyentes de este mensaje que en su actual estado de malestar y descuido de las reuniones de la iglesia, les podría suceder lo mismo.Hebreos 6: 7–8 ; Hebreos 10: 26-29 ; Hebreos 12: 15-17 ).[19]

## Objeciones
La principal objeción contra la perseverancia de los santos es que su enseñanza puede llevar a los creyentes a pecar libremente, si saben que nunca perderán su salvación, sin temor a las consecuencias eternas. Los calvinistas tradicionales ven esta acusación como justamente dirigida contra la doctrina de la Gracia Libre, que no ve la santificación como un componente necesario de la salvación, y en la controversia sobre la salvación del Señorío , los calvinistas tradicionales argumentaron contra los defensores de la doctrina de la Gracia Libre. Los calvinistas tradicionales, y muchos otros evangélicos no calvinistas, postulan que un corazón verdaderamente convertido necesariamente seguirá a Dios y vivirá de acuerdo con sus preceptos, aunque la perfección no es alcanzable, las luchas con el pecado continuarán y puede ocurrir algún "retroceso" temporal. .

### Vista arminiana
El principio central del punto de vista arminiano es que, aunque los creyentes son preservados de todas las fuerzas externas que podrían intentar separarlos de Dios, tienen el libre albedrío para separarse de Dios. Aunque Dios no cambiará de opinión acerca de la salvación de un creyente, un creyente puede repudiar voluntariamente la fe (ya sea mediante una negación expresa de la fe o mediante una actividad pecaminosa continua combinada con una falta de voluntad para arrepentirse). De esta manera, la salvación es condicional, no incondicional como enseña el calvinismo.
Los calvinistas tradicionales no discuten que la salvación requiere fidelidad. Sin embargo, los calvinistas sostienen que Dios es soberano y no puede permitir que un verdadero creyente se aparte de la fe. Los arminianos argumentan que Dios es suficientemente soberano y omnipotente para incrustar el libre albedrío en la humanidad, de modo que los verdaderos cristianos puedan ejercer el libre albedrío y apartarse de la gracia salvadora que alguna vez poseyeron.

### Punto de vista católico
El canon 22 del decreto sobre la justificación del Concilio de Trento (sexta sesión, 13 de enero de 1547) dice lo siguiente sobre la perseverancia: "Si alguien dice que el justificado puede, sin la ayuda especial de Dios, perseverar en la justicia recibida, o que con esa ayuda no pueda, sea anatema ". En este canon, el Concilio reafirmó que la perseverancia requiere absolutamente la ayuda divina, una ayuda divina que no puede fallar.
Respetando estos parámetros, los católicos pueden tener diversas opiniones en cuanto a la perseverancia final. En cuestiones de predestinación, los eruditos católicos pueden caracterizarse en términos generales como molinistas o tomistas . Los puntos de vista de estos últimos son similares a los de los calvinistas, en el sentido de que entienden que la perseverancia final es un don aplicado por Dios a los regenerados que seguramente los conducirá a la salvación final. Se diferencian de los calvinistas en un solo aspecto: si Dios permite que los hombres "se aparten" después de la regeneración. Los tomistas afirman que Dios puede permitir que los hombres lleguen a la regeneración sin darles el don especial de la perseverancia divina, para que se aparten. Los calvinistas, por el contrario, niegan que un individuo pueda alejarse si realmente se regenera.

### Vista luterana
Al igual que ambos campos calvinistas, los luteranos confesionales ven la obra de salvación como monergística en el sentido de que "los poderes naturales [es decir, corruptos y divinamente no renovados] del hombre no pueden hacer nada ni ayudar a la salvación",  y los luteranos van más allá en el mismo sentido líneas como la Free Grace aboga por decir que el destinatario de la gracia salvadora no necesita cooperar con ella. Por lo tanto, los luteranos creen que un verdadero cristiano - en este caso, un receptor genuino de la gracia salvadora - puede perder su salvación, "[pero] pero la causa no es que Dios no estuviera dispuesto a conceder gracia por perseverancia a aquellos en quienes Ha comenzado la buena obra ... [pero que estas personas] voluntariamente se apartan ... " 

### Comparación entre protestantes
Esta tabla resume los puntos de vista de tres creencias protestantes diferentes.
| calvinismo                                                                                         | Luteranismo                                                   | Arminianismo                                                                                              |
| -------------------------------------------------------------------------------------------------- | ------------------------------------------------------------- | --- |
| Perseverancia de los santos: los eternamente elegidos en Cristo ciertamente perseverarán en la fe. | La caída es posible, pero Dios da seguridad de perseverancia. | La preservación está condicionada a la fe continua en Cristo; con la posibilidad de una apostasía final . |

### Punto de vista calvinista tradicional
- AW Pink (2001). Seguridad eterna . Editores de la Gracia Soberana. ISBN 1-58960-195-5
- Anthony A. Hoekema (1994) Salvados por Grace . Wm. B. Eerdmans. ISBN 0-8028-0857-3
- D. Martyn Lloyd-Jones (1976). Romanos 8: 17-39: La perseverancia final de los santos . Estandarte de la verdad . ISBN 0-85151-231-3
- GC Berkouwer (1958). Estudios de dogmática: fe y perseverancia . Wm. B. Eerdmans Publishing Company. ISBN 0-8028-4811-7
- Thomas R. Schreiner y Ardel B. Caneday (2001). La carrera que se nos presenta: una teología bíblica de perseverancia y seguridad . Prensa inter-universitaria. ISBN 0-8308-1555-4
- Judith M. Gundry (1991). Pablo y la perseverancia: quedarse adentro y alejarse . Westminster / John Knox. ISBN 0-664-25175-7
- Alan P. Stanley (2007). La salvación es más complicada de lo que piensas: un estudio sobre las enseñanzas de Jesús . Publicación auténtica. ISBN 1-934068-02-0

### Vista de gracia gratuita
- Charles C. Ryrie (1989, 1997). Tan gran salvación: lo que significa creer en Jesucristo . Editores Moody. ISBN 0-8024-7818-2
- Charles Stanley (1990). Seguridad eterna: ¿puede estar seguro? . Libros de Oliver-Nelson. ISBN 0-8407-9095-3
- Charles C. Bing (1991). Salvación del señorío: una evaluación y respuesta bíblicas . GraceLife. ISBN 0-9701365-0-1
- Joseph C. Dillow (1992). El reinado de los reyes siervos: un estudio de la seguridad eterna y el significado final del hombre . Schoettle Publishing Company. ISBN 1-56453-095-7
- Michael Eaton (1995). Sin condenación: una nueva teología de la seguridad . Prensa InterVarsity. ISBN 0-8308-1888-X
- Chuck Smith (1996). Agua viva: el poder del Espíritu Santo en tu vida . Editores de Harvest House. ISBN 963-218-647-8
- Norman L. Geisler (1999, 2001). Elegido pero libre: una visión equilibrada de la elección divina , 2ª ed. Editores de Bethany House. ISBN 0-7642-2521-9
- Robert N. Wilkin (2005). Seguro y seguro: captar las promesas de Dios . Grace Evangelical Society. ISBN 0-9641392-7-8
- Lou Martuneac (2006). En defensa del evangelio . Prensa Xulon. ISBN 1-59781-867-4
- Phillip M. Evans (2008). ¡Seguridad eterna probada! . Lulu Enterprises, Inc. ISBN 978-1-4357-1615-5

### Vista arminiana
- WT Purkiser (1956, 1974 2ª ed.). Seguridad: lo falso y lo verdadero . Prensa de Beacon Hill. ISBN 0-8341-0048-7
- Robert Shank (1960). La vida en el hijo: un estudio de la doctrina de la perseverancia . Editores de Bethany House. ISBN 1-55661-091-2
- I. Howard Marshall (1969, ed. Rev. 1995). Mantenidos por el poder de Dios: un estudio de perseverancia y caída . Paternoster Press. ISBN 0-85364-642-2
- David Pawson (1996). ¿Una vez salvo, siempre salvo? Un estudio de perseverancia y herencia . Hodder y Stoughton. ISBN 0-340-61066-2
- Robert E. Picirilli (2002). Gracia, Fe, Libre Albedrío. Puntos de vista contrastantes de la salvación: calvinismo y arminianismo . Publicaciones de Randall House. ISBN 0-89265-648-4
- Frederick W. Claybrook, Jr. (2003) ¿ Una vez salvo, siempre salvo? Un estudio del Nuevo Testamento sobre la apostasía . University Press of America. ISBN 0-7618-2642-4
- Francés L. Arrington (2005). Seguridad eterna incondicional: ¿mito o verdad? Pathway Press. ISBN 1-59684-070-6

### Nueva vista en perspectiva
- Don Garlington (1994, 2009). Fe, obediencia y perseverancia: aspectos de la carta de Pablo a los romanos . Wipf & Stock Publishers. ISBN 978-1606088258
- BJ Oropeza (2000, 2007). Pablo y la apostasía: escatología, perseverancia y caída en la congregación de Corinto . Wipf & Stock Publishers. ISBN 978-1-55635-333-8
- BJ Oropeza (2011). Tras las huellas de Judas y otros desertores: la apostasía en las comunidades del Nuevo Testamento , Volumen 1: Los evangelios, los Hechos y las cartas de Juan. Wipf & Stock Publishers. ISBN 978-1610972895
- BJ Oropeza (2012). Judíos, gentiles y oponentes de Pablo: Apostasía en las comunidades del Nuevo Testamento , Volumen 2: Las cartas paulinas. Wipf & Stock Publishers. ISBN 978-1610972901
- BJ Oropeza (2012). Iglesias bajo asedio de persecución y asimilación: Apostasía en las comunidades del Nuevo Testamento , Volumen 3: Las epístolas generales y el Apocalipsis. Wipf & Stock Publishers. ISBN 978-1610972918
- Scot McKnight (2013). Una fidelidad larga: el caso de la perseverancia cristiana , Patheos Press. ISBN 978-1-62921-469-6 .

### Visión luterana confesional
- Theodore G. Tappert (editor). El Libro de la Concordia . ISBN 0-8006-0825-9

### Punto de vista católico
- Perseverancia final - Enciclopedia Católica
- Karlo Broussard (2020) La salvación requiere perseverancia en la fe Respuestas católicas

### Varias vistas
- Herbert W. Bateman IV, ed. (2007). Cuatro opiniones sobre los pasajes de advertencia en Hebreos . Publicaciones Kregel. ISBN 978-0-8254-2132-7
- J. Matthew Pinson, ed. (2002). Cuatro puntos de vista sobre la seguridad eterna . Zondervan. ISBN 0-310-23439-5

- Datos: Q2632580